# Løten
Løten, även kallad Løiten, är en tätort som utgör centralort i Løtens kommun i Innlandet fylke i östra Norge. Orten ligger mellan städerna Hamar och Elverum och är mest känd för Løitens Akvavit och som födelseort för Edvard Munch. 
Løtens kyrka ligger nordväst om tätorten och är från 1200-talet.